# Ian Liddell

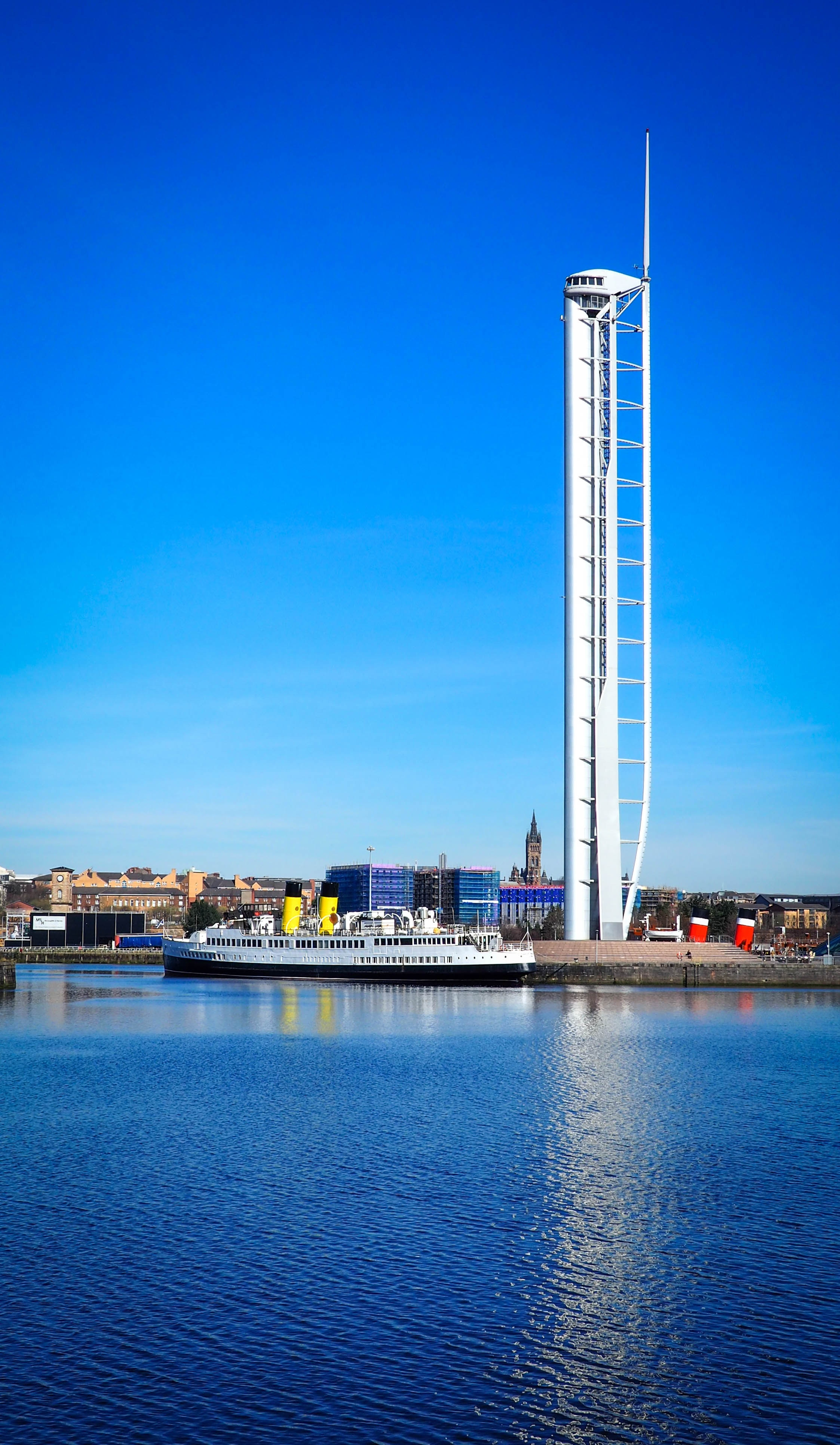
Glasgow Tower

William Ian Liddell (* 1938) ist ein britischer Bauingenieur, bekannt für die Tragwerksplanung des Millennium Dome (The O2) in London.
Liddell studierte Mechanik am St John’s College der University of Cambridge; später belegte er noch Kurse über Stahl- und Spannbeton am Imperial College London (nachdem er schon einige Jahre bei Arup im Ingenieurbüro gewesen war). Er arbeitete bei Arup (unter anderem am Sydney Opera House als Projektingenieur) und am South Bank Art Centre. Nach seinem Aufbaustudium war er einige Zeit bei der Baufirma Holst and Company und konstruierte Industriebauten aus Stahlbeton, bevor er wieder zu Arup ging. Dort war er am Bau des Intercontinentalhotels und Konferenzzentrums in Riad 1966 beteiligt. 1976 verließ er Arup, als Edmund Happold (der ebenfalls bei Arup ausstieg) das Buro Happold gründete, ein Ingenieurbüro in Bath, bei dem er einer der Gründungspartner war. Nach seiner Partnerschaft war er dort Berater. Er lehrte auch in Cambridge als Royal-Academy-Gastprofessor.
1999 erhielt er die Gold Medal der Institution of Structural Engineers, deren Fellow er ist. Er ist Fellow der Royal Academy of Engineering und wurde 1999 CBE für den Millennium Dome. 2002 erhielt er den Merit Award der IABSE.
Ein weiteres Projekt bei Arup mit Happold war die Multihalle von Frei Otto in Mannheim (1974, als Projektingenieur) und er war an der Gründung eines Labors bei Arup zum Studium solcher leichten Tragstrukturen mit Happold beteiligt. Seit dieser Zeit befasste er sich mit leichten Tragwerksstrukturen, vor allem für Atrien und Stadien. Er trieb die Entwicklung von Software für deren Analyse und Entwurf voran und führte eine spezielle Plastikfolie (EFTE, Ethyl-Tetra-Fluor-Ethylen) in die Baupraxis ein.
Zu seinen Projekten bei Buro Happold zählt auch der Glasgow Tower von 2001 (Höhe 127 m), der vollständig um seine Achse rotieren kann (Architekt Richard Horden). Er ist Teil des Glasgow Science Center.